# خط طول 73° شرق
خط طول 73° شرق هو أحد خطوط الطول الجغرافية، والتي تمتد من القطب الشمالي الجغرافي إلى القطب الجنوبي الجغرافي، وحسب التحويل الزمني يتقدم خط طول 73° شرق عن خط غرينتش بـ4 ساعات و52 دقيقة.

## من القطب إلى القطب
ينطلق خط طول 73° شرق من القطب الشمالي نحو القطب الجنوبي مرورا بالمناطق التي ترد في الجدول التالي:
| الإحداثيات                         | البلد أو الإقليم أو البحر | ملاحظات |
| ---------------------------------- | ------------------------- | --- |
| 90°0′N 73°0′E / 90.000°N 73.000°E  | المحيط المتجمد الشمالي    | |
| 81°6′N 73°0′E / 81.100°N 73.000°E  | بحر كارا                  | |
| 73°0′N 73°0′E / 73.000°N 73.000°E  | خليج أوب [لغات أخرى]‏      | |
| 71°25′N 73°0′E / 71.417°N 73.000°E | روسيا                     | Gydan Peninsula                                                                                               |
| 71°23′N 73°0′E / 71.383°N 73.000°E | خليج أوب [لغات أخرى]‏      | |
| 68°44′N 73°0′E / 68.733°N 73.000°E | روسيا                     | شبه جزيرة يامال                                                                                               |
| 67°42′N 73°0′E / 67.700°N 73.000°E | خليج أوب [لغات أخرى]‏      | |
| 66°42′N 73°0′E / 66.700°N 73.000°E | روسيا                     | |
| 54°3′N 73°0′E / 54.050°N 73.000°E  | كازاخستان                 | |
| 42°32′N 73°0′E / 42.533°N 73.000°E | قرغيزستان                 | |
| 40°53′N 73°0′E / 40.883°N 73.000°E | أوزبكستان                 | لحوالي 15 km في the easternmost point of the country                                                          |
| 40°45′N 73°0′E / 40.750°N 73.000°E | قرغيزستان                 | |
| 39°21′N 73°0′E / 39.350°N 73.000°E | طاجيكستان                 | |
| 37°18′N 73°0′E / 37.300°N 73.000°E | أفغانستان                 | |
| 36°52′N 73°0′E / 36.867°N 73.000°E | باكستان                   | خيبر بختونخوا · غلغت-بلتستان - تملكه الهند · Khyber Pakhtunkhwa · ناحية بايتختي اسلام‌آباد · البنجاب (باكستان) |
| 29°9′N 73°0′E / 29.150°N 73.000°E  | الهند                     | راجستان كجرات دادرا وناجار هافلي ماهاراشترا - مرورا بشرق مومباي                                               |
| 18°3′N 73°0′E / 18.050°N 73.000°E  | المحيط الهندي             | |
| 11°30′N 73°0′E / 11.500°N 73.000°E | الهند                     | لكشديب - جزيرة Kiltan                                                                                         |
| 11°28′N 73°0′E / 11.467°N 73.000°E | المحيط الهندي             | مرورا بشرق جزيرة كادمات [لغات أخرى]‏, لكشديب, الهند · مرورا بغرب ماليكو, لكشديب, الهند                         |
| 6°50′N 73°0′E / 6.833°N 73.000°E   | جزر المالديف              | آتول ها دال, Northern Miladhunmadulhu Atoll, Northern Maalhosmadulhu Atoll و مالوسمدولو الجنوبية              |
| 5°5′N 73°0′E / 5.083°N 73.000°E    | المحيط الهندي             | |
| 4°18′N 73°0′E / 4.300°N 73.000°E   | جزر المالديف              | Ross Atoll |
| 5°5′N 73°0′E / 5.083°N 73.000°E    | المحيط الهندي             | مرورا بشرق Ari Atoll, جزر المالديف                                                                            |
| 3°18′N 73°0′E / 3.300°N 73.000°E   | جزر المالديف              | آتول فافو, Southern Nilandhe Atoll و Kolhumadulhu Atoll                                                       |
| 2°10′N 73°0′E / 2.167°N 73.000°E   | المحيط الهندي             | |
| 0°32′N 73°0′E / 0.533°N 73.000°E   | جزر المالديف              | Huvadhu Atoll                                                                                                 |
| 0°17′N 73°0′E / 0.283°N 73.000°E   | المحيط الهندي             | مرورا بغرب Addu Atoll, جزر المالديف · Passing between the McDonald Islands و Heard Island, أستراليا           |
| 60°0′S 73°0′E / 60.000°S 73.000°E  | المحيط الجنوبي            | |
| 68°11′S 73°0′E / 68.183°S 73.000°E | القارة القطبية الجنوبية   | الإقليم الأسترالي في القارة القطبية الجنوبية, المطالب الإقليمية بالقارة القطبية الجنوبية by أستراليا          |